# Lago Oxford
O lago Oxford é um lago de água doce localizado na província de Manitoba no Canadá. 

## Descrição
Este lençol de água está localizado a cerca de 200 km a nordeste da cidade de Winnipeg. A área ocupada somente pelo lençol de água é de 349 km², se forem incluídas as ilhas existentes no lago a superfície aumenta para os 401 km².  
Este rio tem uma forma curiosa fazendo lembrar a forma do corpo de um homem, com uma "cabeça" no leste, um 'pescoço', uma linha de ombro noroeste-sudeste e um "tronco", que termina em uma ponta no oeste. A cabeça é cerca de 7 por 5 km, do pescoço uma milha de largura e a linha do ombro 11 quilómetros. O lado sul do tronco é de 25 milhas a noroeste e seu lado 18 quilómetros. No noroeste é uma grande ilha ou península que preenche grande parte do tronco. 
Este lago tem como principal afluente o rio Hayes que flui através do lago, podendo dizer-se que do ponto de vista geológico, o cria. Este rio que chega ao lago por sudeste é também quem drena o lago, escoando as águas pelo extremo nordeste.  